# 登特科镇
登特科镇是中华人民共和国内蒙古自治区呼伦贝尔市莫力达瓦达斡尔族自治旗下辖的一个镇，于2017年5月设立。

## 行政区划
登特科镇下辖以下村级行政区划单位：
登特科社区、登特科村、钢铁村、民族村、阿彦浅村、郭尼村、多西浅村、长发村、安民村和北石场村。